# كارول نوغينت
كارول نوغينت (بالإنجليزية: Carol Nugent)‏ هي ممثلة أمريكية، ولدت في 7 يوليو 1937 بلوس أنجلوس في الولايات المتحدة.

## وصلات خارجية
- كارول نوغينت على موقع IMDb (الإنجليزية)